# Gerbillus rosalinda
Gerbillus rosalinda es una especie de roedor de la familia Muridae.

## Distribución geográfica
Se encuentra principalmente en el  centro de Sudán.